# Golubac
Golubac (izvirno srbsko Голубац) je naselje v Srbiji, ki je središče istoimenske občine; slednja pa je del Braničevskega upravnega okraja. Leži na desni strani Donave, na vzhodu meji na Romunijo, na zahodu na Veliko Gradište in na jugu na Kučevo. V vasi živi 1655 prebivalcev, v občini pa je 8161 prebivalcev. Zaradi številnih bližnjih arheoloških najdišč in narodnega parka Đerdap je vas priljubljena turistična, ribiška in jadralska destinacija.
Kraj je poznan po obrambnih stolpih na obdonavski trdnjavi, ki stoji na rimskih temeljih.

## Ime
V srbščini mesto znano kot Golubac (Голубац), izhaja iz golub (golob) in se zato pogosto prevaja kot mesto golobov. Druga imena: romunsko Golubăț (znan tudi kot Golumbacu Mare ali Columbacu), madžarsko Galambóc, nemško Taubenberg in turško Güvercinlik pomeni golobnjak.
Zgodovinsko gledano je bilo v latinščini znano kot Columbria, kar je skrčenje (castrum) Columbaria, kar pomeni mesto golobov (latinsko Columba, grško kòlymbos), in kot mesto, ki izvira iz Cuppae v predrimskem obdobju.

## Zgodovina
V rimskih in zgodnjebizantskih časih (1-6. stoletje) je bila trdnjava, imenovana Cuppae, in se je leta 554/5 našega štetja spremenila v mesto (Columbria).
Arheološka najdišča vključujejo ostanke ene od miz rimskega cesarja Trajana pri Trajanovem mostu, najdene ob njegovi cesti skozi Donavska železna vrata; in rimska trdnjava Diana. Trdnjava Golubac, 4 km dolvodno, je iz 14. stoletja in je prav tako zanimiva. Trdnjava je bila prizorišče bitke proti Turkom leta 1428, kjer so Turki ujeli in usmrtili poljskega viteza Zawisza Czarnyja.
Karel I. Ogrski je osvojil trdnjavo leta 1334. Leta 1387 jo je oblegal Stefan Lazarević. Ko je v letih 1403–1404 postal madžarski zaveznik, je prejel veliko posesti, vključno s pomembno beograjsko in Golubačko trdnjavo. Turki so ga prvič zasedli leta 1391, nato pa ga je ponovno osvojil Péter Perényi. Ogrski kralj Sigismund je Golubac pridobil s pogodbo leta 1427, vendar ga je srbski kapitan prodal Turkom za dvanajst tisoč zlatih. Sigismund je v odgovor oblegal trdnjavo spomladi 1428, vendar je misija propadla, samega kralja so Turki skoraj ubili. Leta 1458 ga je Matija Korvin poskušal ponovno zavzeti, a so obleganje prekinili madžarski notranji spopadi.
Od leta 1929 do 1941 je bil Golubac del Moravske banovine Kraljevine Jugoslavije.

## Demografija
V naselju živi 1655 prebivalcev (census 2011).
To naselje je, glede na rezultate popisa iz leta 2002, večinoma srbsko.
|  |

| Demografija | Demografija     | Demografija     |
| Leto        | Št. prebivalcev | Št. prebivalcev |
| ----------- | --------------- | --------------- |
|             |                 |                 |
|             |                 |                 |
|             |                 |                 |
|             |                 |                 |
| 1948        | 1373            |                 |
| 1953        | 1430            |                 |
| 1961        | 1743            |                 |
| 1971        | 1779            |                 |
| 1981        | 1924            |                 |
| 1991        | 1995            | 1909            |
| 2002        | 2072            | 1896            |
|             |                 |                 |

| Etnična sestava po popisu iz leta 2002 | Etnična sestava po popisu iz leta 2002 | Etnična sestava po popisu iz leta 2002 | Etnična sestava po popisu iz leta 2002 | Etnična sestava po popisu iz leta 2002 |
| -------------------------------------- | -------------------------------------- | -------------------------------------- | -------------------------------------- | -------------------------------------- |
| Srbi                                   | Srbi                                   |                                        | 1.716                                  | 90,50%                                 |
| Vlahi                                  | Vlahi                                  |                                        | 88                                     | 4,64%                                  |
| Romuni                                 | Romuni                                 |                                        | 19                                     | 1,00%                                  |
| Črnogorci                              | Črnogorci                              |                                        | 11                                     | 0,58%                                  |
| Jugoslovani                            | Jugoslovani                            |                                        | 9                                      | 0,47%                                  |
| Madžari                                | Madžari                                |                                        | 3                                      | 0,15%                                  |
| Makedonci                              | Makedonci                              |                                        | 3                                      | 0,15%                                  |
| Hrvati                                 | Hrvati                                 |                                        | 2                                      | 0,10%                                  |
| Rusi                                   | Rusi                                   |                                        | 2                                      | 0,10%                                  |
| Čehi                                   | Čehi                                   |                                        | 1                                      | 0,05%                                  |
| Slovenci                               | Slovenci                               |                                        | 1                                      | 0,05%                                  |
| Bolgari                                | Bolgari                                |                                        | 1                                      | 0,05%                                  |
| Neznano                                | Neznano                                |                                        | 29                                     | 1,52%                                  |